# Тухля (Польща)
Тухля (пол. Tuchla) — село у Польщі, у гміні Ляшки Ярославського повіту Підкарпатського воєводства. Знаходиться на відстані 25 км на схід від Ярослава. Населення — 359 осіб (2011).

## Історія
У 1939 році в селі проживало 670 мешканців (610 українців, 20 поляків, 20 латинників, 20 євреїв).
16 серпня 1945 року Москва підписала й опублікувала офіційно договір з Польщею про встановлення лінії Керзона українсько-польським кордоном. Українці не могли протистояти антиукраїнському терору після Другої світової війни. Частину добровільно-примусово виселили в СРСР (355 осіб — 68 родин). Решта українців попала в 1947 році під етнічну чистку під час проведення Операції «Вісла» і була депортована на понімецькі землі у західній та північній частині польської держави, що до 1945 належали Німеччині.
У 1975—1998 роках село належало до Перемишльського воєводства.

## Демографія
Демографічна структура станом на 31 березня 2011 року:
|          | Загалом | Допрацездатний вік | Працездатний вік | Постпрацездатний вік |
| -------- | ------- | ------------------ | ---------------- | -------------------- |
| Чоловіки | 177     | 43                 | 119              | 15                   |
| Жінки    | 182     | 50                 | 98               | 34                   |
| Разом    | 359     | 93                 | 217              | 49                   |